# 索尼欧穆兰
索尼欧穆兰（法語：Sogny-aux-Moulins，法語發音：[sɔɲi o mulɛ̃]）是法国马恩省的一个市镇，属于香槟沙隆区。

## 地理
索尼欧穆兰（48°54'6"N, 4°23'50"E）面积6.69 平方千米，位于法国大東部大區马恩省，该省份为法国东北部内陆省份，北起阿登省，西北接埃纳省，西南接塞纳-马恩省，南至奥布省，东南接上马恩省，东临默兹省。
与索尼欧穆兰接壤的市镇（或旧市镇、城区）包括：舍皮、科勒河畔埃屈里、马恩河畔迈里、蒙塞特隆热瓦、萨里。

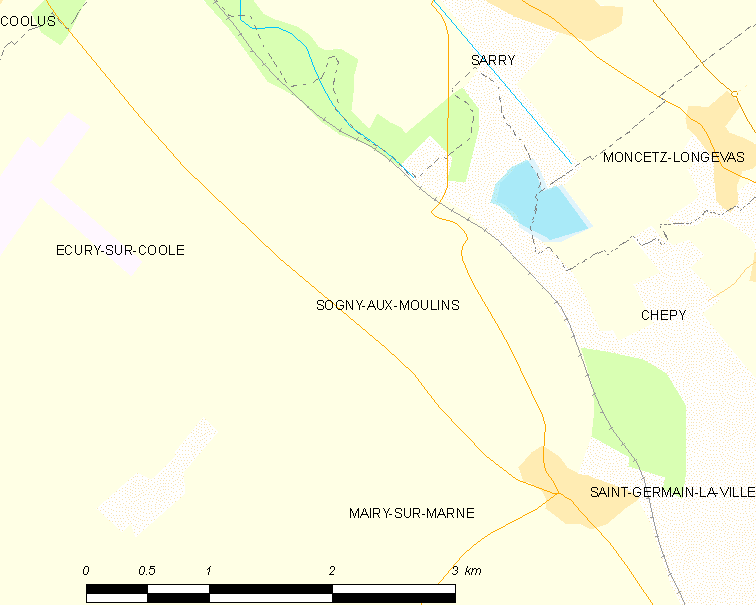
索尼欧穆兰的OSM定位图

索尼欧穆兰的时区为UTC+01:00、UTC+02:00（夏令时）。

## 行政
索尼欧穆兰的邮政编码为51520，INSEE市镇编码为51538。

## 政治
索尼欧穆兰所属的省级选区为香槟沙隆第三县。

## 人口

1962-2008年间索尼欧穆兰人口变化图示

索尼欧穆兰于2022年1月1日时的人口数量为110人。